# Dialogové okno

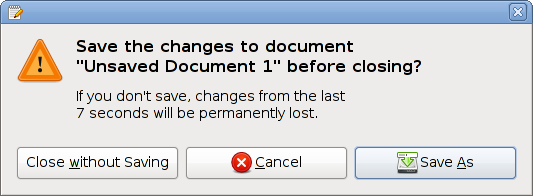
Příklad dialogového okna editoru gedit.

Dialogové okno je v informatice označení pro ovládací prvek v grafickém uživatelském rozhraní. Jedná se o nevelké okno se zobrazenou informací pro uživatele, u které je od uživatele vyžadována odezvu, obvykle kliknutí myší na zobrazené tlačítko. Provedení a chování dialogových oken může být různé podle požadované uživatelské interakce.
Dialogová okna dělíme na modální okna a nemodální okna podle toho, zda blokují komunikaci s původním oknem, ze kterého byla zobrazena. Dialogovými okny jsou typicky informace, upozornění, varování, hlášení chyby, úspěšné dokončení a podobně. Složitějším dialogovým oknem je výběr souboru.

## Typy dialogových oken

### Modální okno
Používání modálních oken bývá kritizováno odborníky na použitelnost uživatelského rozhraní kvůli riziku, že uživatel „automaticky“ bez rozmyslu dá souhlas s provedením nevratné akce. V mnoha případech lze takové rozhodnutí provést jiným způsobem.
Otevření modálního dialogového okna pozastaví provádění programu až do zavření tohoto okna, čímž dojde k přerušení hlavního workflow. Pokud není toto chování požadováno vývojářem jako nezbytné podmínka pro okamžité provedení nějaké činnosti, je vhodné se mu vyhnout, protože brání uživateli, aby přešel k jiné činnosti, pokud si to přeje. Tato forma dialogu se používá, pokud program potřebuje nějaké informace, aby mohl pokračovat, nebo pokud má uživatel potvrdit, že chce provést nějakou nevratnou nebo potenciálně nebezpečnou akci (potvrzovací dialogové okno). Odborníci na použitelnost GUI považují časté používání modálních dialogových oken za příznak špatného návrhu aplikace, protože mohou způsobovat modální chyby; podle tohoto názoru musí být možné většinu akcí odvolat; modální dialog, který se objevuje neočekávaně nebo který uživatel automaticky (ze zvyku) zavře, neposkytuje dostatečnou ochranu proti nezamýšlenému provedení nebezpečné akce.
V mnoha programech je modálním oknem realizováno informační Okno o programu, které obvykle zobrazuje jméno programu, jeho verzi, a často také informace o autorských právech. Jiný druh upozornění může vyžadovat rozhodnutí, zda se má provést nějaká akce, zpravidla kliknutím na jedno z tlačítek „OK“ nebo „Storno“. Upozornění se používají i pro informování uživatele o ukončení programu, ať bylo vyvoláno uživatelem nebo „pádem programu“. Příkladem může být zobrazený dialog editoru Gedit pro získání rozhodnutí uživatele, zda má být dosud nepojmenovaný dokument uložen a uživateli dovoluje zvolit požadované jméno souboru.

#### Dokumentový modální dialog
Koncept dokumentového modálního dialogového okna se používá v operačním systému macOS a ve webovém prohlížeči Opera. V macOS X se zobrazují jako lístek (anglicky sheet) připojený k rodičovskému oknu. Tyto dialogy blokují pouze příslušné okno, dokud uživatel dialog nezavře, což mu umožňuje pracovat v jiných oknech i téže aplikace.
V macOS se dialogová okna zobrazují připojená k záhlaví okna s návodnou animací, která přispívá k lepšímu pochopení, že dialogové okno je k rodičovskému oknu připojeno, a nejen zobrazeno před ním. Dokud je dialogové okno zobrazeno, uživatel nemůže ve vlastním dokumentu provést žádnou akci, stále může však rodičovské okno přesouvat, měnit jeho velikost nebo jej minimalizovat, případně přesunout do popředí jiná okna a pracovat s nimi.
Pokud porovnáme tento typ dialogového okna se „standardními“ modálními dialogovými okny používanými ve Windows a jiných operačních systémech, lze najít následující shodné rysy:
- při otevření dialogového okna je rodičovské okno zmrazené, a s dokumentem v hlavním okně nelze provádět žádnou činnost,

a odlišnosti:
- dialogové okno se může objevit kdekoli v rodičovském okně
- v závislosti na tom, kde je umístěné rodičovské okno, se může dialogové okno objevit prakticky kdekoli na obrazovce
- dialogové okno lze obvykle přesouvat, někdy je možné měnit jeho velikost, ale obvykle jej nelze minimalizovat a
- nejsou možné žádné změny rodičovského okna (změna jeho velikosti, přesunutí nebo minimalizace), když je otevřené dialogové okno.

Oba mechanismy mají své nevýhody:
- Dialogové okno ve Windows blokuje rodičovské okno, které může zakrývat jiná okna, která někdy uživatel potřebuje vidět, aby mohl provést správnou volbu v dialogovém okně; k jiným oknům je sice možné se dostat pomocí panelu úloh, ale není to příliš intuitivní.
- Dialogové okno v macOS blokuje rodičovské okno, takže jej při práci s dialogovým oknem uživatel nemůže používat. Kvůli tomu musí někdy uživatel dialogové okno zavřít, zjistit potřebné informace, a pak dialogové okno znovu otevřít.

### Nemodální okno
Nemodální dialogová okna se používají, pokud požadovaná informace není nezbytná pro další činnost. V tomto případě je možné nechat dialogové okno otevřené, zatímco program pokračuje dál. Určitým typem nemodálního dialogového okna je panel nástrojů, který je buď od počátku oddělený od hlavní aplikace nebo je možné jej odpojit na žádost uživatele. Položky, které panel nástrojů nabízí, slouží pro výběr požadované vlastnosti nebo funkce programu.
Dobře navržený software používá nemodální dialogová okna všude, kde je to možné, protože nevnucují uživateli určitý způsob práce. Příkladem může být dialogové okno pro úpravu nastavení aktuálního dokumentu definující například barvu textu a pozadí. Uživatel může pokračovat v úpravách textu v hlavním okně bez ohledu na nastavení barev, které může kdykoli změnit pomocí dialogu. (Tento příklad není míněn jako nejlepší možná realizace globálního nastavení vlastností dokumentu; stejné funkcionality lze často dosáhnou pomocí tlačítek na panelu nástrojů v hlavním okně programu.)